# バーニス・ルーベンス
バーニス・ルーベンス（Bernice Rubens、1928年7月26日 - 2004年10月13日）は、イギリスの小説家である。ウェールズのカーディフ生まれ。
1970年にブッカー賞を受賞した。

## 受賞歴
- ブッカー賞 1970年 （The Elected Member（『選ばれし者』）に対して）

## 主な作品
- Set on Edge (1960)
- Madame Sousatzka（『ピアノ教師マダム・スザーツカ』） (1962)
- Mate in Three (1966)
- en:The Elected Member（『選ばれし者』） (1969)
- Sunday Best (1971)
- Go Tell the Lemming (1973)
- I Sent a Letter To My Love（『ポースコールより、愛をこめて』） (1975)
- The Ponsonby Post（『ポンソンビー・ポスト』） (1977)
- A Five-Year Sentence（『ミス・ホーキンズの五年日記』） (1978)
- Spring Sonata（『スプリング・ソナタ ― ある寓話』） (1979)
- Birds of Passage (1981)
- Brothers (1983)
- Mr Wakefield's Crusade (1985)
- Our Father (1987)
- Kingdom Come (1990)
- en:A Solitary Grief（『顔のない娘』） (1991)
- Mother Russia (1992)
- Autobiopsy (1993)
- Hijack (1993)
- Yesterday in the Back Lane (1995)
- The Waiting Game (1997)
- I, Dreyfus (1999)
- Milwaukee (2001)
- Nine Lives (2002)
- The Sergeants' Tale (2003)
- When I Grow Up (2005)

## 映像化された作品
- Madame Sousatzka (1962)：en:Madame Sousatzka（マダム・スザーツカ）シャーリー・マクレーン、シャバーナー・アーズミー主演 (1988）
- I Sent a Letter To My Love (1975)：Chère inconnue（いとしの君へ）モーシェ・ミズラヒ監督、シモーヌ・シニョレ、ジャン・ロシュフォール主演 (1980)
- Mr Wakefield's Crusade (1985)：ピーター・カパルディ、en:Michael Maloney主演、(1992)BBC放送

## 訳書・日本語文献
- 『ピアノ教師マダム・スザーツカ』別宮貞徳・高橋照子訳、春秋社、1992年
- 『ポンソンビー・ポスト』バーニス・ルーベンス選集、宮沢邦子訳、YMS創流社、1995年
- 『ポースコールより、愛をこめて』バーニス・ルーベンス選集、山内照子訳、YMS創流社、1995年
- 『スプリング・ソナタ ― ある寓話』バーニス・ルーベンス選集、伊藤節訳、YMS創流社、1996年
- 『顔のない娘』バーニス・ルーベンス選集、窪田憲子訳、YMS創流社、1996年
- 『ミス・ホーキンズの五年日記』バーニス・ルーベンス選集、武井誠子訳、YMS創流社、1996年
- 『選ばれし者』バーニス・ルーベンス選集、鈴木和子訳、YMS創流社、1996年
- 作品論『バーニス・ルーベンス　愛憎の迷路』現代女性作家研究会編／現代イギリス女性作家を読む4：勁草書房、1992年